# BMW E24
La sigla BMW E24 identifica la prima generazione della Serie 6, un'autovettura di fascia alta prodotta dal 1976 al 1989 dalla casa automobilistica tedesca BMW.

## Profilo e storia
All'inizio degli anni settanta del secolo precedente, venne avviato il progetto E24, finalizzato alla realizzazione di una coupé di fascia alta che andasse a sostituire la gamma E9, oramai in listino dal 1965 e non più al passo con i tempi. Per valutare più di una possibile soluzione, il compito di disegnare la nuova vettura venne affidata a due équipe: una era quella della Giugiaro, il noto designer italiano, mentre l'altra équipe era quella del centro stile della casa bavarese, diretta all'epoca da Paul Bracq. Alla fine prevalse la proposta avanzata da quest'ultimo, per l'incisività e l'eleganza della linea.
Per quanto riguarda l'assemblaggio, si scelse inizialmente di delegare il compito alla carrozzeria Karmann di Osnabrück, per intenderci, la stessa che in epoche precedenti aveva realizzato le omonime Volkswagen coupé e cabriolet sulla base meccanica del mitico Maggiolino.

### Debutto
I primi esemplari di pre-serie vennero assemblati a partire dal novembre del 1975, ma la presentazione e l'avvio della commercializzazione vera e propria si ebbero al Salone di Ginevra del 1976. Più o meno nello stesso periodo, a Marbella (Spagna), era avvenuta un'altra presentazione, questa volta alla stampa. In occasione della presentazione, l'efficacia del disegno di Bracq fece colpo sul pubblico e sulla stampa.

### Design e dotazioni

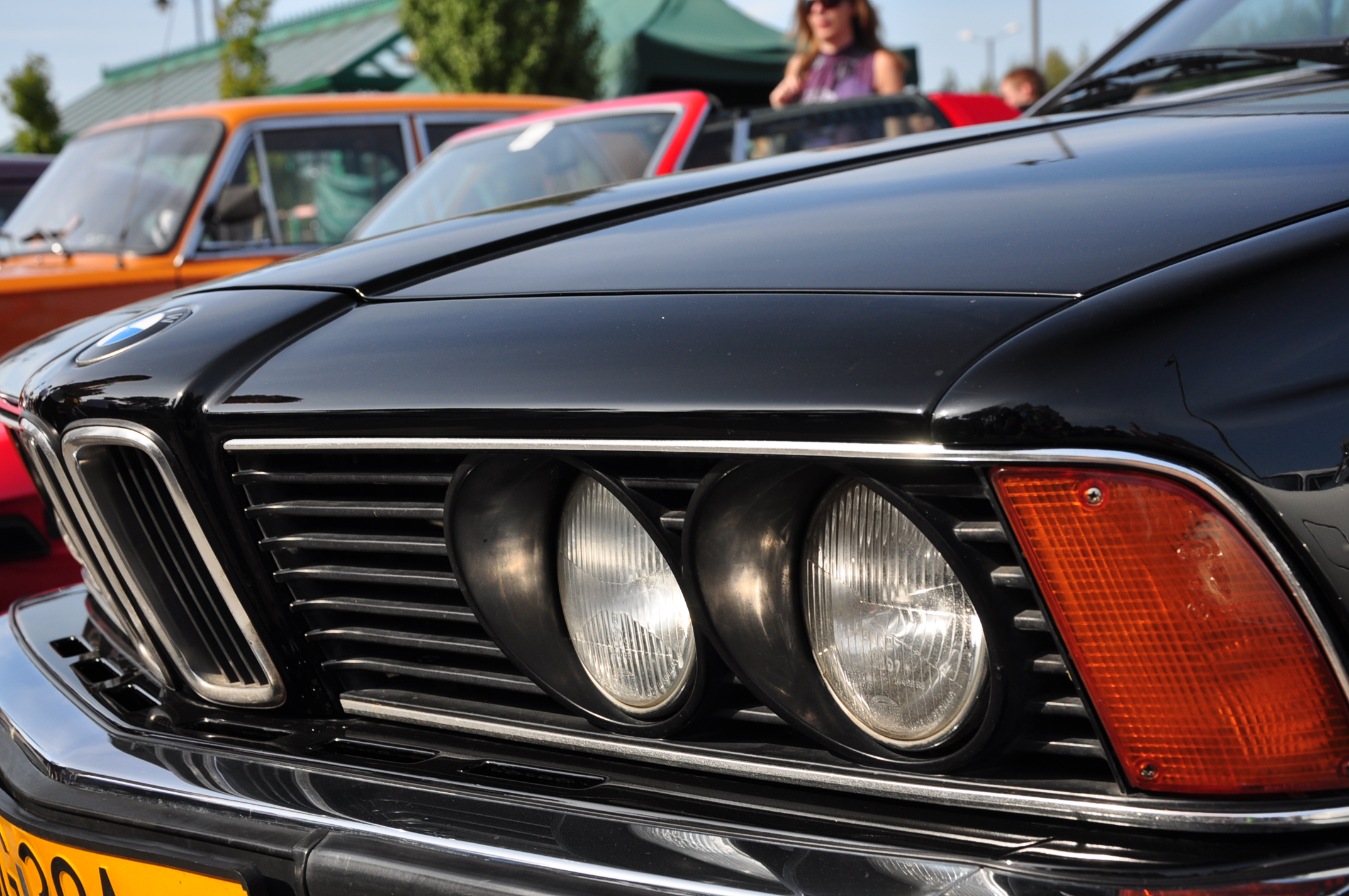
Dettaglio di una Serie 6; notare i tre stilemi BMW come i 4 fari circolari inseriti nella calandra, la griglia a doppio rene e il frontale inclinato in avanti detto "a muso di squalo"

Considerata ancor oggi come la più affascinante tra le serie 6, la E24 rimane effettivamente assai efficace dal punto di vista estetico anche in epoche di gran lunga successive. A contribuire a tale efficacia nel design concorrono l'affilato frontale spiovente ed inclinato, con doppi fari circolari, una caratteristica delle BMW disegnate da Bracq negli anni Settanta. Tale frontale, che valse alla E24 il soprannome di "squalo", era solo uno degli aspetti che rendeva filante il disegno del corpo vettura. In effetti, al muso spiovente ed inclinato in avanti, faceva eco il disegno della coda, anch'esso inclinato, in modo tale che, osservando la vettura di profilo, questa sembrava come in procinto di scattare in avanti. Persino i piccoli cerchi in lega da 14 pollici non sembravano sproporzionati in un corpo vettura da 4.755 mm. 

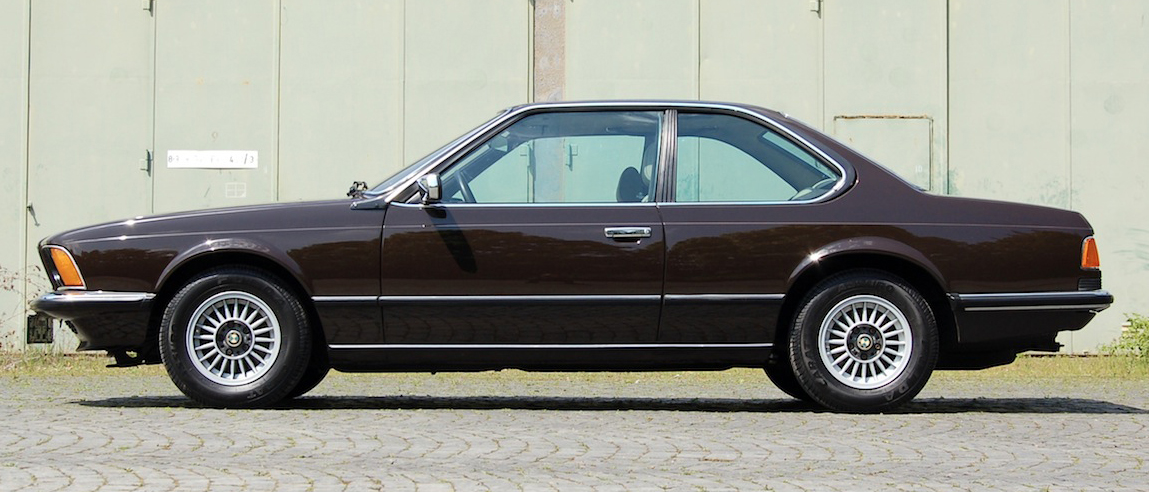
Linea laterale di una 635 CSi

La linea generale era snellita anche dalle ampie superfici vetrate, che comportavano quindi la presenza di montanti sottili e perciò tutt'altro che pesanti dal punto di vista dell'impatto visivo. Secondo molti, la E24 ha rappresentato il capolavoro di Bracq, ed anticipava in maniera chiara lo stile dell'ammiraglia E23, il cui debutto sarebbe avvenuto l'anno successivo.

L'abitacolo, lussuoso e sportivo allo stesso tempo, faceva sfoggio dei sedili anteriori avvolgenti e rivestiti in pelle, così come quelli posteriori, che però offrivano meno abitabilità, come spesso avviene su vetture di questo tipo. In ogni caso, il sedile del conducente era regolabile anche in altezza, così come regolabile era anche il volante. Assai moderno il disegno della plancia, progettata in funzione dell'ergonomia e della praticità di utilizzo. Essa era leggermente orientata verso il pilota, e comprendeva tra l'altro un check control ad otto tasti.

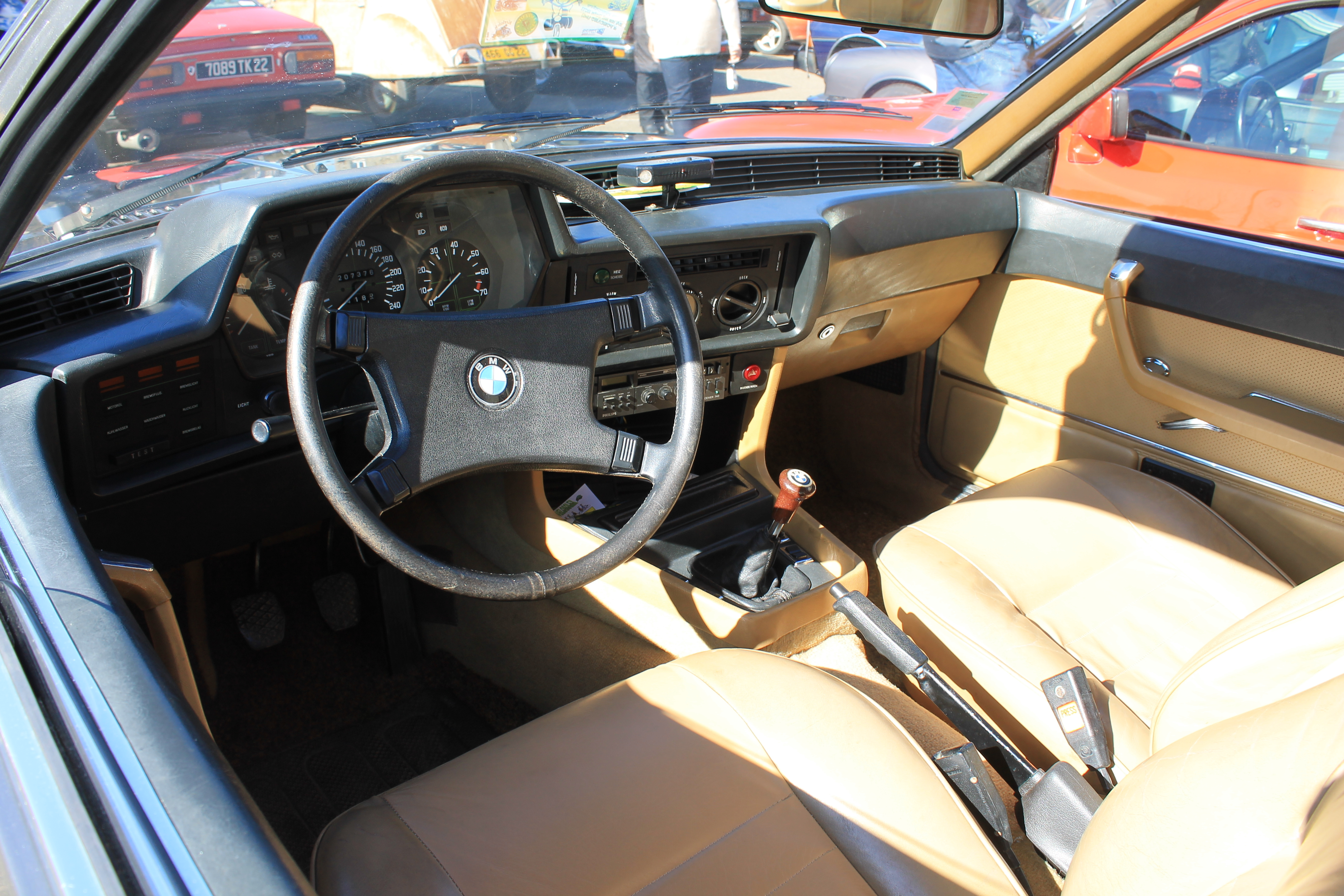
Interni di una BMW 633 CSI

L'equipaggiamento di serie della gamma E24 era piuttosto ricco per l'epoca, e comprendeva tra l'altro: chiusura centralizzata, vetri elettrici anteriori e posteriori, specchietti retrovisori esterni regolabili elettricamente, sedile guidatore regolabile in altezza, volante telescopico regolabile in profondità, volante con piantone collassabile, parabrezza stratificato, cerchi in lega, fari alogeni e retronebbia.
Tra gli optional, vanno sicuramente ricordati il climatizzatore, il tettuccio apribile ad apertura manuale o elettrica ed il cambio automatico a 3 rapporti.

### Struttura, meccanica e motori

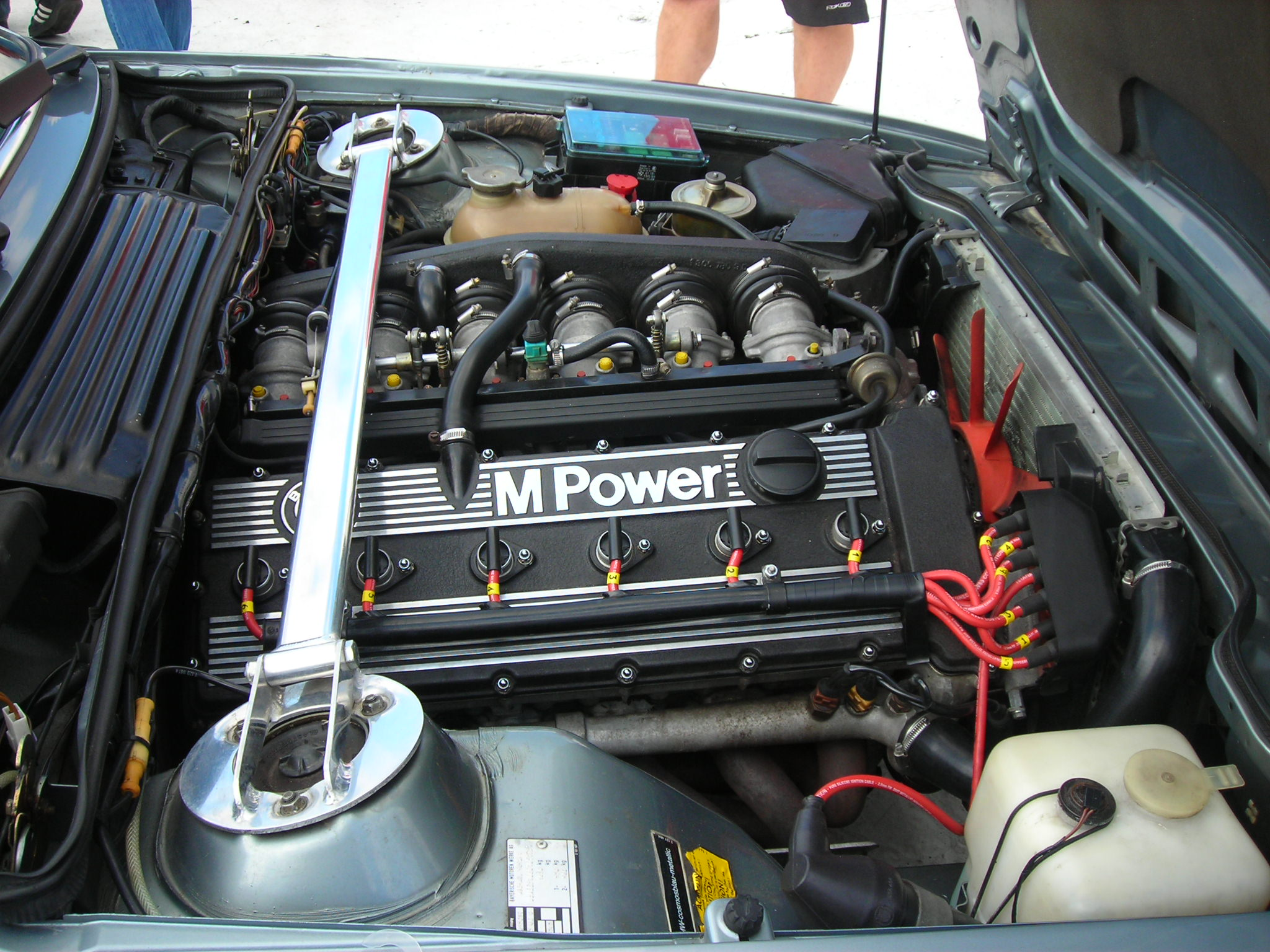
Motore di una BMW S38 di una BMW M635CSi

La struttura portante della Serie 6 E24 era strettamente derivata da quella della prima generazione della BMW Serie 5, ossia la E12, almeno per quanto riguarda la prima fase della produzione. La scocca seguiva quelli che all'epoca erano i più moderni ed avanzati criteri di sicurezza, questo per soddisfare le normative USA, molto più severe di quelle adottate nel Vecchio Continente. Gli USA erano infatti uno dei maggiori obiettivi commerciali della E24 e per questo la priorità era stata data al soddisfacimento delle normative d'oltreoceano. Tra le varie caratteristiche di tale struttura vi sono il frontale e la coda deformabili, il già citato volante con piantone collassabile, l'irrigidimento della zona dell'abitacolo mediante un arco centrale e la sistemazione del serbatoio sotto il baule.
Anche la meccanica della E24 tradiva chiaramente la parentela con la contemporanea serie 5. In generale, venivano mantenute tutte le caratteristiche tipiche del marchio, vale a dire: trazione posteriore, motore anteriore longitudinale, sospensioni a ruote indipendenti (con retrotreno a semiassi oscillanti) e sterzo a circolazione di sfere. Non è un caso quindi se si ritrovano l'avantreno di tipo MacPherson ed il retrotreno a bracci oscillanti. Quest'ultimo era stato però leggermente rivisto in modo da abbassare il baricentro del corpo vettura. Lo sterzo, prodotto dalla ZF, era a circolazione di sfere con servoassistenza ad incidenza variabile in funzione del regime di rotazione del motore. I freni erano a disco autoventilanti sulle quattro ruote: quelli anteriori erano del diametro di 280 mm, mentre quelli posteriori erano da 272 mm.

Al suo esordio, la E24 era disponibile nei mercati europei in due motorizzazioni, consistenti nei classici 6 cilindri in linea monoalbero appartenenti alla famiglia M30:
- 630 CS: motore da 2986 cm³, alimentato a carburatore, della potenza di 185 CV;
- 633 CSi: motore da 3210 cm³, alimentato ad iniezione elettronica, della potenza di 197 CV.

Il cambio offerto di serie era manuale a 4 marce (il noto Getrag 262 che già aveva equipaggiato la E9): in alternativa, come già visto, era possibile avere un cambio automatico a 3 rapporti oppure un cambio manuale a 5 sportivo (il nuovo Getrag 265 a innesti rovesciati).

## Evoluzione

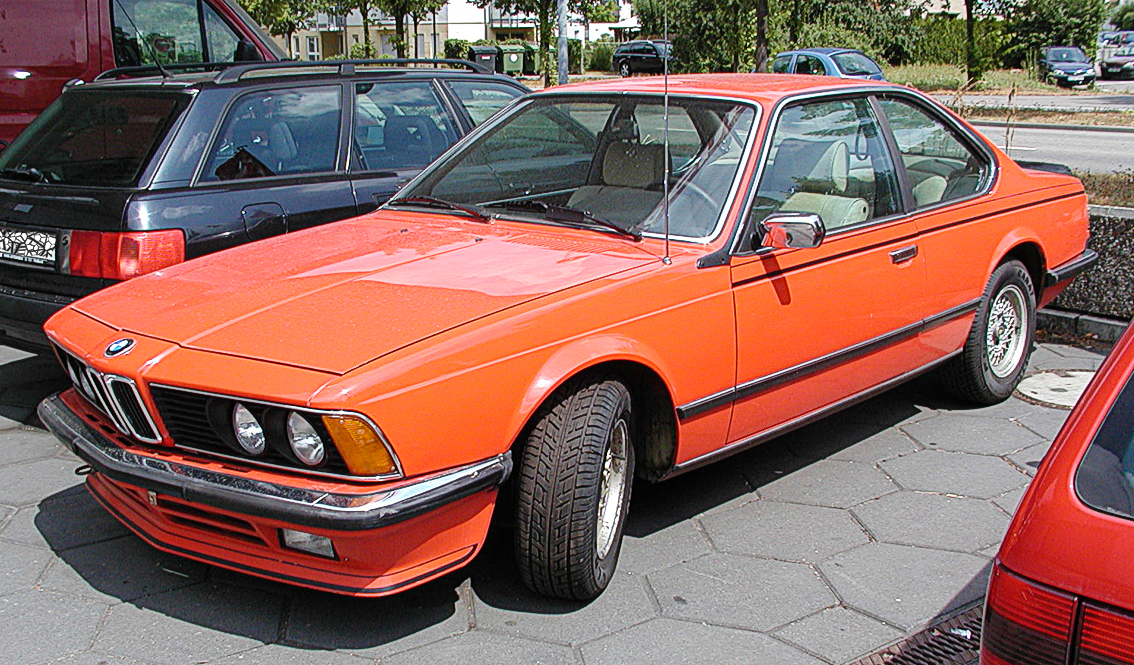
Una 635 CSi

La produzione della gamma E24 comincia essenzialmente per il solo mercato europeo, nei due modelli menzionati ed in un unico livello di allestimento, poiché all'epoca era raro trovare vetture proposte in più allestimenti, specialmente in fasce di mercato del livello della coupé bavarese. La situazione rimase invariata fino alla fine del 1976 e l'inizio dell'anno seguente.
Nel 1977, la prima generazione della Serie 6 sbarca negli USA: per tale mercato, però, non fu prevista nessuna delle due versioni commercializzate in Europa, e ciò perché nessuna di esse rispettava le severe normative antinquinamento statunitensi. Perciò, ne venne approntata una versione particolare, una sorta di "ibrido" tra le due versioni europee, proposta nel mercato USA con il nome di 630 CSi, che riprendeva lo stesso propulsore da 3 litri della 630 CS, ma con alimentazione ad iniezione elettronica (come nella 633 CSi) e potenza ridotta a 176 CV. Tale versione venne resa disponibile anche per il mercato giapponese. Sempre nel 1977, e precisamente tra il mese di luglio e quello di agosto, la produzione della gamma E24 venne spostata dallo stabilimento Karmann a quello di Dingolfing, e questo a causa di alcuni difetti di tenuta all'acqua riscontrati durante un test su alcune vetture uscite appunto dallo stabilimento di Osnabrück.

BMW 635 CSi dipinta da Robert Rauschenberg nel 1985 come BMW Art Car

Un anno dopo, nel luglio del 1978, venne introdotta la 635 CSi, equipaggiata da una versione monoalbero del potente 6 cilindri da 3.5 litri montato un paio di anni prima sulla M1. Con i suoi 218 CV di potenza massima ed una velocità di punta pari a 225 km/h, la 635 CSi fu al suo debutto la coupé tedesca a quattro posti più veloce in circolazione. A differenza delle altre due versioni della gamma E24, la 635 CSi montava un cambio manuale a 5 marce, accolto con maggiori consensi dal pubblico, che non aveva mai visto di buon occhio il cambio a sole 4 marce montato sui modelli 630 CS e 633 CSi. Tra l'altro il cambio a 5 marce della 635 CSi poteva essere scelto tra due differenti configurazioni: di tipo normale (1ª marcia in avanti, 2º indietro) o sport (1ª marcia indietro, 2º in avanti), quest'ultimo dotato anche di una quinta di potenza (rapporto 1:1) invece che demoltiplicata (di risparmio). Esternamente, la 635 CSi era riconoscibile esternamente per la presenza di uno spoiler anteriore, integrato ad una paraurti ridisegnato, e per un ulteriore spoiler posteriore in gomma nera. I cerchi erano sempre da 14 pollici, ma erano di diverso disegno, poiché prodotti dalla BBS, un'azienda produttrice di cerchi in lega. Sempre nel 1978, ma qualche mese dopo, e precisamente a novembre, la 630 CS venne sostituita dalla 628 CSi, dotata del 2.8 già montato sulla 528i E12, un'unità da 2788 cm³ con alimentazione ad iniezione elettronica ed in grado di erogare 184 CV. Con l'uscita di produzione della 630 CS, tutta la gamma E24 diventò ad iniezione.
Nel 1979, vi furono aggiornamenti di dettaglio, tra cui i più importanti furono l'ingresso del dispositivo ABS nella lista optional ed una lievissima rivisitazione della plancia, ora dotata di un orologio digitale. Anche il 1980 non vide aggiornamenti di rilievo, se non all'elettronica di gestione della 635 CSi. Nel 1981 vi furono invece alcuni ritocchi estetici, come il paraurti posteriore più avvolgente ed i nuovi cerchi in lega BBS, sempre da 14 pollici, ma dal nuovo disegno.

### Restyling 1982
Nel 1982 vi fu l'aggiornamento di mezza età, aggiornamento che si rivelò assai corposo, specie dal punto di vista meccanico: innanzitutto venne adottato un nuovo pianale, mutuato dalla Serie 5 E28, con nuove geometrie per quanto riguardava avantreno e retrotreno. Il primo, derivante dalla E28 (che a sua volta lo aveva mutuato dalla Serie 7 E23), prevedeva una soluzione a bracci trasversali con doppio snodo, mentre l'asse posteriore montava dei nuovi bracci obliqui triangolari oscillanti. Dal punto di vista della struttura, l'aggiornamento ha puntato molto anche sulla riduzione del peso, ed in effetti i tecnici BMW sono riusciti a limare mediamente 60 kg da ogni modello. Per quanto riguarda i motori, invece, si ebbero aggiornamenti solo alla 635 CSi, che adottò il nuovo motore M30E34M da 3430 cm³ con potenza invariata. La gamma vide scomparire la 633 CSi dai listini europei, ma rimase in commercio nei mercati statunitense e giapponese, dove nel frattempo era stata introdotta. Esteticamente, le modifiche furono più di dettaglio, poiché comportarono l'arrivo di nuovi fendinebbia anteriori integrati nei paraurti ridisegnati, mentre internamente furono adottati un nuovo volante a tre razze ed un nuovo cruscotto che comprendeva un indicatore di scadenza degli intervalli per i tagliandi di manutenzione. Per quanto riguarda la dotazione, l'ABS divenne di serie sulla 635 CSi, mentre continuò a rimanere optional sulla 628 CSi, unica altra versione della gamma E24. Sulla base della 635 CSi nel 1982 l'artista Ernst Fuchs realizza una versione nell'ambito delle BMW Art Car con livrea speciale in esemplare unico conservato al museo BMW.

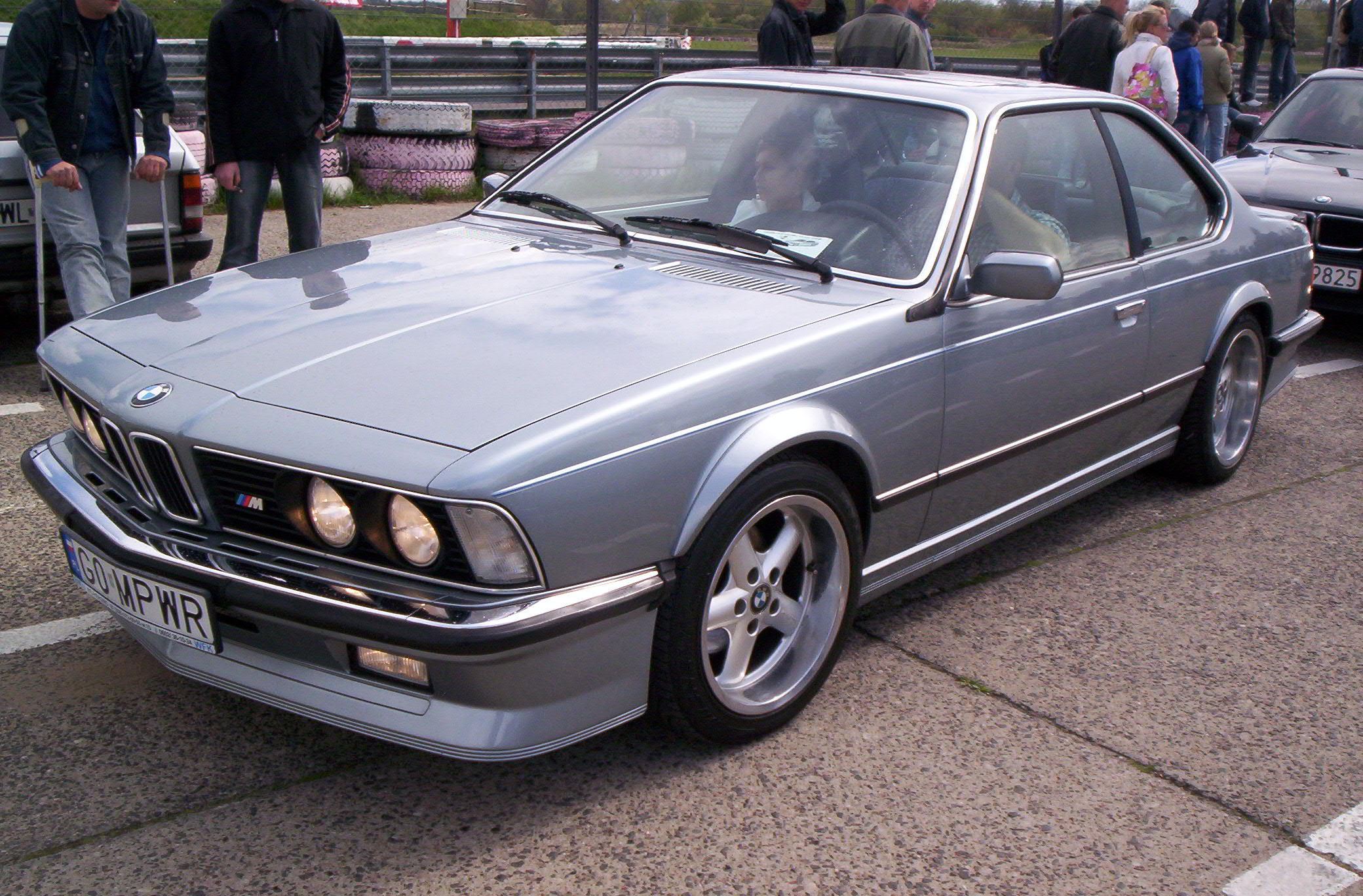
Una M635 CSi

Nel 1983 viene introdotto un nuovo cambio automatico a 4 rapporti al posto del precedente a 3 rapporti, sempre nella lista degli optional. Nel mese di settembre viene presentata la M635 CSi, nuova versione di punta della gamma, che non sostituisce, bensì affianca la 635 CSi. La lettera M sottintende chiaramente la partecipazione dell'allora reparto sportivo Motorsport (oggi chiamato M gmbH) nella realizzazione del potente propulsore, sempre a 6 cilindri in linea, ma con distribuzione bialbero in testa e lubrificazione a carter secco. Tale propulsore, direttamente derivato da quello della M1, era stato potenziato a 286 CV. Anche il telaio beneficiò di alcune migliorie, grazie all'irrigidimento ed al ribassamento dell'assetto. Esternamente, questo modello è riconoscibile solo ad un occhio allenato ed esperto della gamma, e si distingue principalmente per gli archi passaruota più sottili, in modo da ospitare meglio i nuovi cerchi BBS da 15 pollici. Tuttavia, la commercializzazione della M635 CSi non venne avviata che nel 1984: in quell'anno, tra l'altro furono apportate leggerissime modifiche al resto della gamma E24, come per esempio nell'illuminazione anteriore, resa più efficiente e nella strumentazione a disposizione del conducente. Venne anche proposto un nuovo cambio automatico a gestione elettroidraulica, in grado di permettere al conducente di scegliere il programma di guida più consono.
Nel settembre del 1985, la 635 CSi venne proposta anche con marmitta catalitica, ma il suo motore da 3.4 litri, in questo caso, dovette pagare un sensibile scotto in termini di prestazioni: la sua potenza massima, infatti si fermò a 185 CV. In alternativa era però sempre possibile optare per la versione non catalizzata.
Alla fine del 1986, anche la M635 CSi fu proposta a richiesta con il catalizzatore: in questo caso, la potenza scese da 286 a 260 CV, e comunque, anche per la versione di punta della gamma E24 era possibile optare per la versione senza marmitta catalitica.
Nel 1987, vi fu una seconda, fase di aggiornamento: per quanto riguarda la gamma, la 628 CSi fu tolta di produzione, lasciando così in listino solo la 635 CSi e la M635 CSi, entrambe sia catalizzate che non. La 635 CSi beneficiò di una nuova centralina elettronica del tipo DME III, grazie alla quale la potenza salì a 220 CV per la versione normale, e a 211 CV per la versione catalizzata. Esternamente, la gamma così aggiornata si riconosceva per i paraurti ridisegnati e più avvolgenti e per i nuovi fari anteriori ellissoidali. Per i mercati del Canada e degli USA venne proposta la L6, una versione molto ricca ed accessoriata, e la M6, versione allestita in maniera più sportiva. Queste versioni erano equipaggiate con il motore della M635 CSi, ma in versione catalizzata.

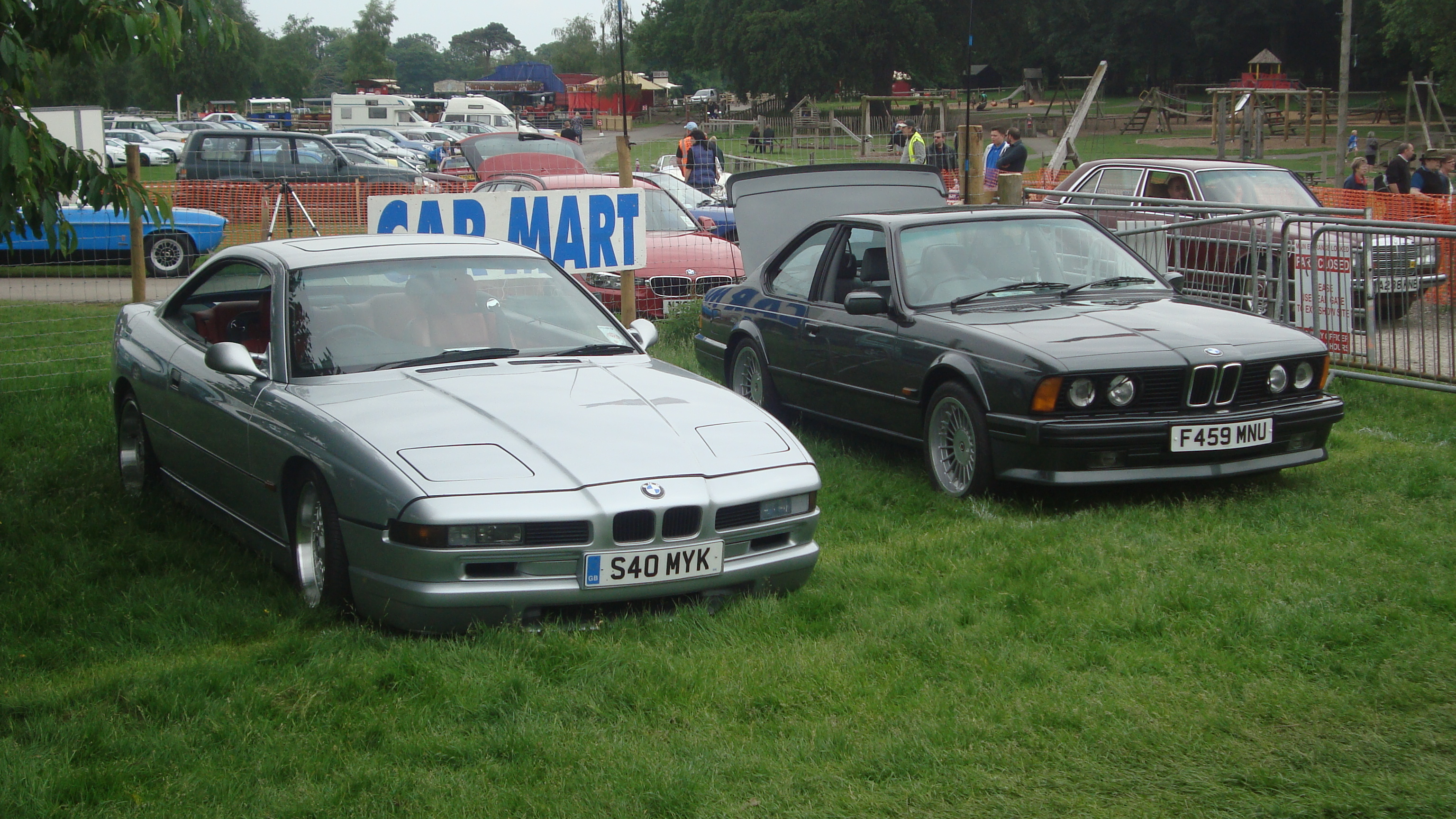
Una BMW Serie 6 a destra e la sua erede la Serie 8 a sinistra

La produzione della E24 terminò nel mese di aprile del 1989, dopo essere stata prodotta complessivamente in 86.216 esemplari. La serie 6 è stata finora l'unica serie della BMW a non essere stata prodotta in maniera continua: infatti il posto della E24 non sarebbe stato preso da un'altra serie 6, ma dalla Serie 8 (E31). Alcuni anni dopo l'uscita di produzione di quest'ultima, e precisamente nel 2003, si tornerà nuovamente alla Serie 6. Gli esemplari prodotti in totale della Serie 6 E24 furono 86.216.

## Riepilogo caratteristiche
Di seguito vengono riepilogate le caratteristiche e i dati di produzione delle versioni previste per la gamma E24 commercializzata in Europa. I prezzi riportati sono espressi in marchi tedeschi e si riferiscono al momento del debutto nel mercato interno.
| Modello      | Motore   | Cilindrata cm³ | Alimentazione         | Potenza CV/rpm | Coppia Nm/rpm | Cambio/ N°rapporti | Massa a vuoto (kg) | Velocità max | Acceler. 0–100 km/h | Consumo (l/100 km) | Anni di produzione | Prezzo al debutto in RFT | Esemplari prodotti |
| ------------ | -------- | -------------- | --------------------- | -------------- | ------------- | ------------------ | ------------------ | ------------ | ------------------- | ------------------ | ------------------ | ------------------------ | ------------------ |
| 628 CSi      | M30B28   | 2788           | I.e. L-Jetronic       | 184/5800       | 240/4200      | M/4                | 1.460              | 208          | 9"3                 | 12                 | 06/79-05/82        | 46.000                   | 5.951              |
| 628 CSi      | M30B28   | 2788           | I.e. L-Jetronic       | 184/5800       | 240/4200      | M/5                | 1.410              | 212          | 9"1                 | 10                 | 12/81-05/87        | 49.350                   | 5.951              |
| 630 CS       | M30B30V  | 2985           | Carburatore Solex 4A1 | 185/5800       | 260/3500      | M/4                | 1.450              | 210          | 9                   | 11.8               | 10/75-08/79        | 40.600                   | 5.766              |
| 633 CSi      | M30B32LE | 3210           | I.e. L-Jetronic       | 200/5500       | 285/4300      | M/4                | 1.470              | 215          | 7"9                 | 13.4               | 10/75-08/79        | 43.100                   | 23.342             |
| 633 CSi      | M30B32LE | 3210           | I.e. Motronic I       | 197/5500       | 280/4250      | M/5                | 1.470              | 219          | 7"8                 | 12                 | 09/79-09/84        | 48.700                   | 23.342             |
| 635 CSi      | M30B35LE | 3453           | I.e. L-Jetronic       | 218/5500       | 304/4000      | M/5                | 1.450              | 222          | 7"6                 | 12.6               | 06/78-08/80        | 49.000                   | 45.215             |
| 635 CSi      | M30B35LE | 3453           | I.e. Motronic I       | 218/5500       | 304/4000      | M/5                | 1.450              | 222          | 7"6                 | 12.6               | 09/80-03/82        | 54.000                   | 45.215             |
| 635 CSi      | M30B34M  | 3430           | I.e. Motronic II      | 218/5500       | 310/4000      | M/5                | 1.450              | 229          | 7"6                 | 10.6               | 12/81-06/87        | 56.750                   | 45.215             |
| 635 CSi      | M30B34M  | 3430           | I.e. Motronic III     | 220/5700       | 315/4000      | M/5                | 1.450              | 230          | 7"4                 | 11.6               | 06/87-04/89        | -                        | 45.215             |
| 635 CSi Kat  | M30B34M  | 3430           | I.e. Motronic II      | 185/5400       | 290/4000      | M/5                | 1.460              | 217          | 8"3                 | 11.6               | 09/85-06/87        | -                        | 45.215             |
| 635 CSi Kat  | M30B34M  | 3430           | I.e. Motronic III     | 211/5700       | 305/4000      | M/5                | 1.460              | 225          | 8"1                 | 12.1               | 06/87-04/89        | 80.000                   | 45.215             |
| M635 CSi     | M88/3    | 3453           | I.e. Motronic M1.1    | 286/6500       | 340/4500      | M/5                | 1.500              | 255          | 6"4                 | 11.1               | 04/84-04/89        | 89.500                   | 5.855              |
| M635 CSi Kat | M88/3    | 3453           | I.e. Motronic M1.1    | 256/6500       | 330/4500      | M/5                | 1.510              | 245          | 6"9                 | 12                 | 07/86-04/89        | 102.050                  | 5.855              |

## Versioni speciali

### Le altre BMW E24

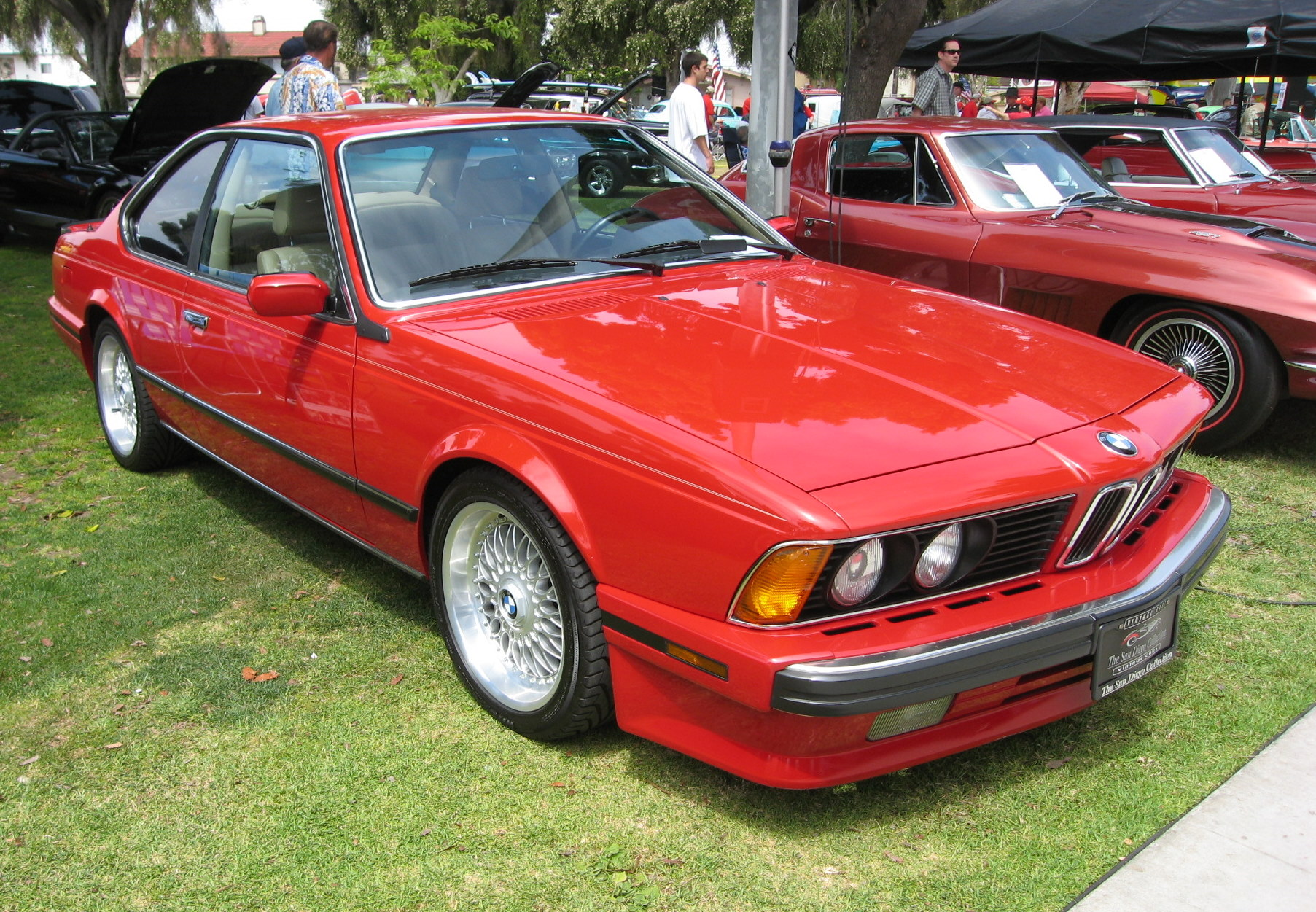
Una BMW M6 (E24)

In alcuni mercati, la gamma E24 comprendeva versioni differenti da quelle previste per i mercati europei. Va detto innanzitutto che già tra i mercati europei si tende a fare distinzione tra gli esemplari con guida a destra (previsti per il mercato britannico) e quelli con guida a sinistra (previsti per tutto il resto d'Europa).
Ma le diversità più significative stavano appunto in alcune gamme previste per taluni mercati extra-europei, primo fra tutti quello statunitense, dove la gamma E24 ha esordito nel 1977 con il modello 630 CSi, versione ad iniezione dell'europea 630 CS. La versione commercializzata negli States era equipaggiata con un motore la cui potenza massima raggiungeva 176 CV, con una coppia massima di 251 Nm.
La 630 CSi fu commercializzata anche in altri due Paesi, ossia il Canada ed il Giappone, e venne sostituita già nel 1978 dalla 633 CSi, differente dall'omonimo modello europeo per il fatto che il motore erogava 177 CV di potenza massima e 266 Nm di coppia massima. Nel corso degli anni seguenti, il motore subì alcune modifiche: il 1979 vide infatti l'arrivo della centralina elettronica DME I, sempre della Bosch, con prestazioni leggermente diminuite (da 177 a 174 CV di potenza massima e da 267 a 255 Nm di coppia massima). Un leggerissimo incremento di potenza (182 CV) si ebbe a partire dal 1981, grazie all'aumento del rapporto di compressione del motore (da 8:1 ad 8.8:1), fatto che comportò il passaggio da 174 a 181 CV per quanto riguardava la potenza massima, mentre la coppia motrice raggiunse i 164 Nm di valore massimo.

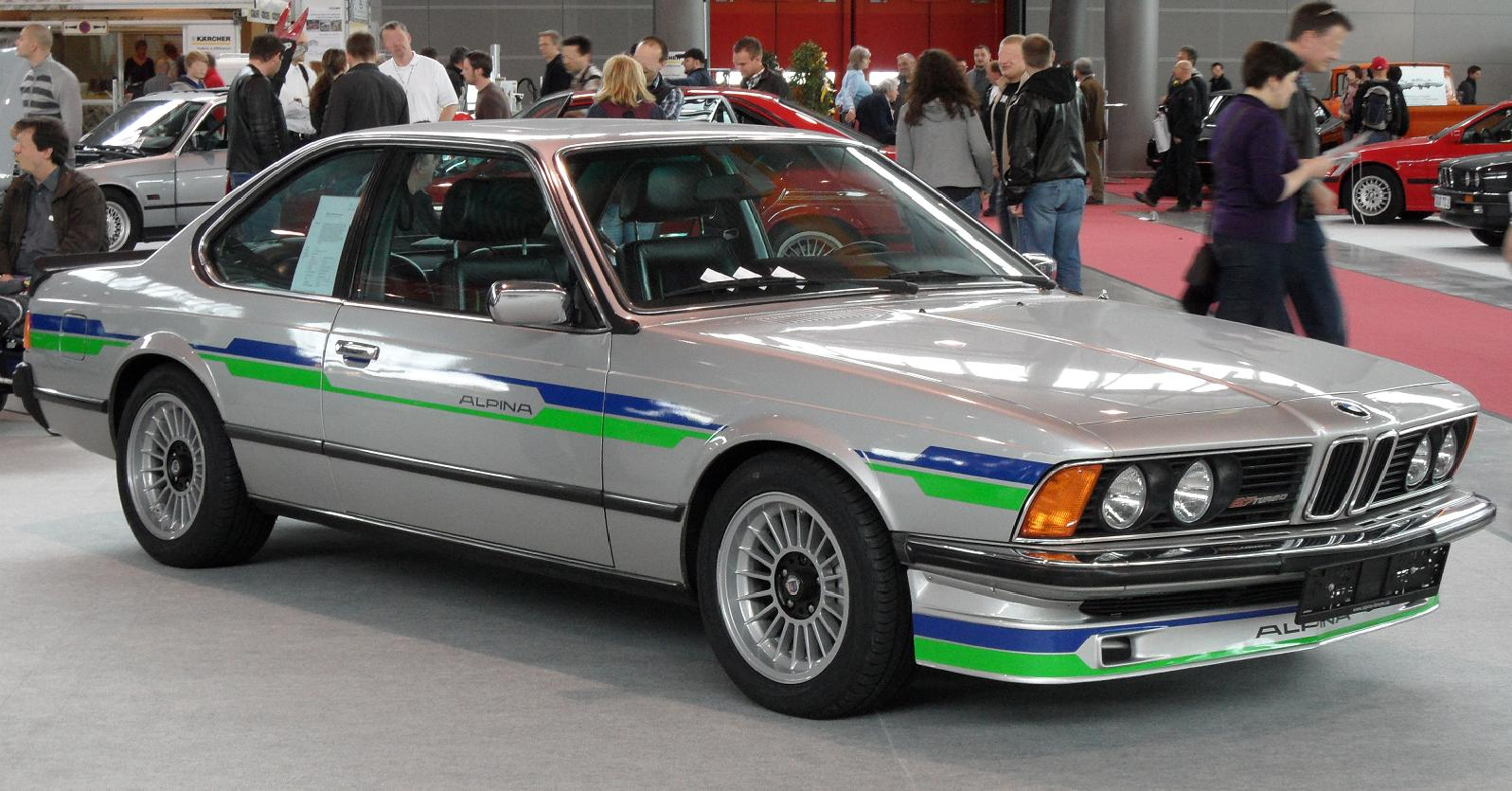
Alpina B7 Turbo Coupe del 1981

Nel 1984, vi fu l'arrivo del nuovo motore da 3.4 litri che venne rinominata in 635 CSi Kat, poiché commercializzata oltreoceano unicamente in versione catalizzata. Le prestazioni erano quindi simili a quelle della 635 CSi Kat venduta in Europa. Stesso discorso per la M635 CSi Kat, proposta anche per il mercato USA a partire dal 1986.
Specifici per il mercato statunitense furono i modelli M6 (1987-89) ed L6 (prodotta solo nel 1987). Entrambe con meccanica mutuata dalla M635 CSi Kat, le due vetture proponevano due personalità distinte: la M6 era caratterizzata in maniera sportiveggiante, mentre la L6 era riccamente allestita con finiture ed equipaggiamenti di lusso.

## Attività sportiva

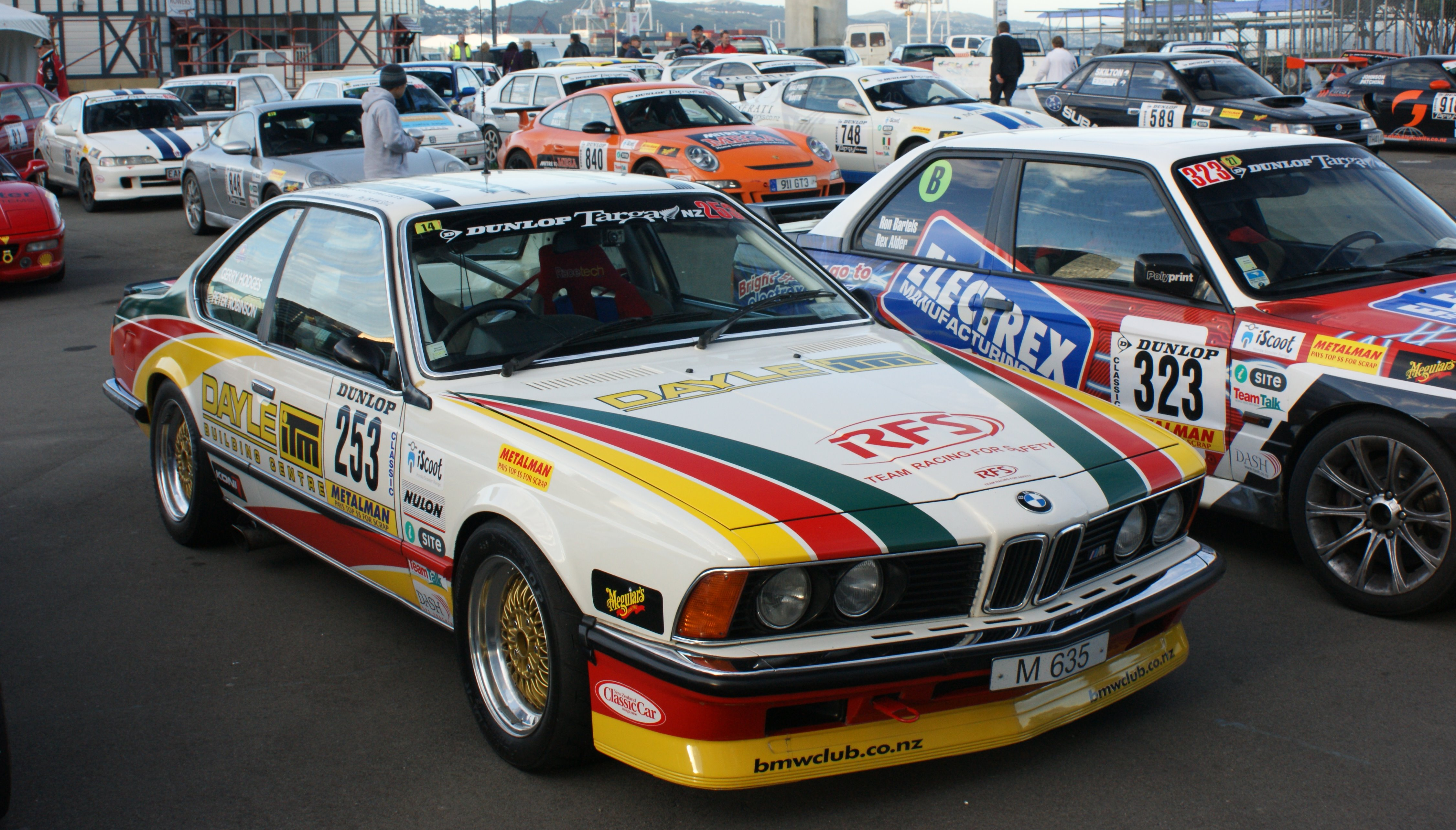
BMW 635 CSI Gruppo A del 1985 in allestimento da competizione

Nei Campionati Europei Turismo di gran parte degli anni ottanta, vennero utilizzati anche modelli E24 per le gare. Nel 1980, nonostante la presenza di tali modelli in gara, il titolo fu vinto da una Serie 3, che in ogni caso portò il trionfo alla Casa di Monaco.

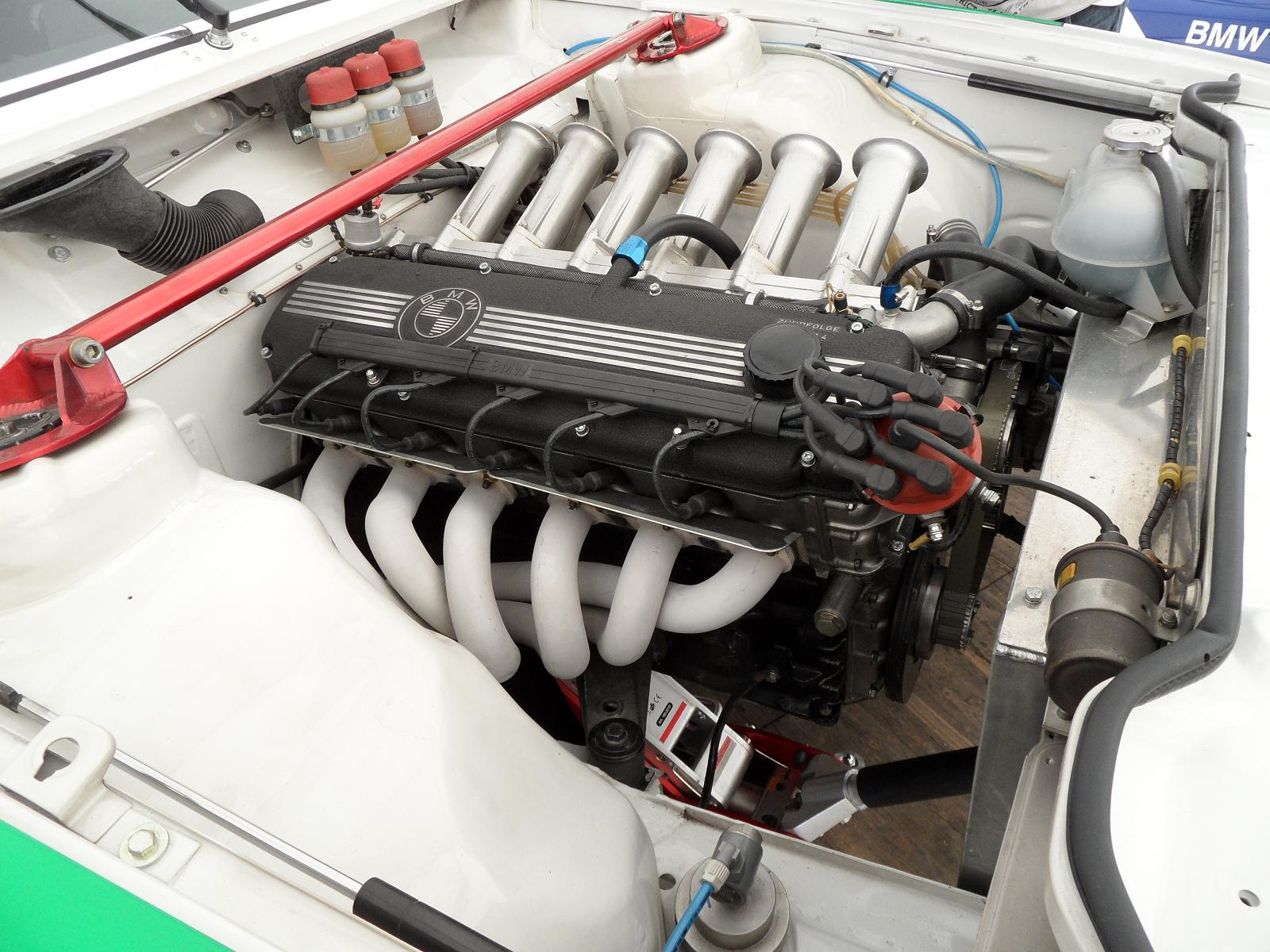
Motore di una BMW Serie 6 E24 635 CSi Gruppo 2

Maggiore gloria arrise alle due BMW 635 CSi pilotate l'anno successivo dal tedesco Helmut Kelleners e dall'italiano Umberto Grano. Il team BMW si aggiudicò cinque vittorie su otto con queste vetture e con i suoi piloti, vincendo questa edizione del Campionato Europeo Turismo.
Nel 1983, la 635 CSi bissò il successo, oltre a vincere anche la 24 Ore di Spa di quell'anno. Nel 1984 la 635 CSi di Volker Strycek si aggiudicò la prima edizione del Campionato Tedesco Produzione. Nei due anni successivi, però, la vettura non andò oltre la terza posizione.